# Крафт, Егор
Егор Крафт (полное имя — Георгий, род. 9 декабря 1986 году, Ленинград, РСФСР, СССР) — российский мультимедиа-художник.

## Биография
Егор Крафт родился в Ленинграде в 1986 году. Получил художественное образование в российской и шведской художественных школах, учился в московской школе фотографии и мультимедиа им. Родченко, на факультете медиа-искусств Академии изобразительных искусств Вены, в Центральном колледже искусств и дизайна им. Святого Мартина и окончил программу «Новая норма» в институте медиа, архитектуры и дизайна «Стрелка». Художник живёт и работает в Москве и Берлине.

## Проекты
Творческая стратегия Крафта часто предполагает создание проектов на грани реальности и её искажённого виртуального представления с использования современных информационных систем, традиционных медиа, мультимедиа и интервенций. В своей практике он обращается к проблеме определения границ между аспектом человеческого иррационального и ускоряющейся рационализации, присущей технологической реальности в эпоху антропоцена и возможных сценариев будущего.

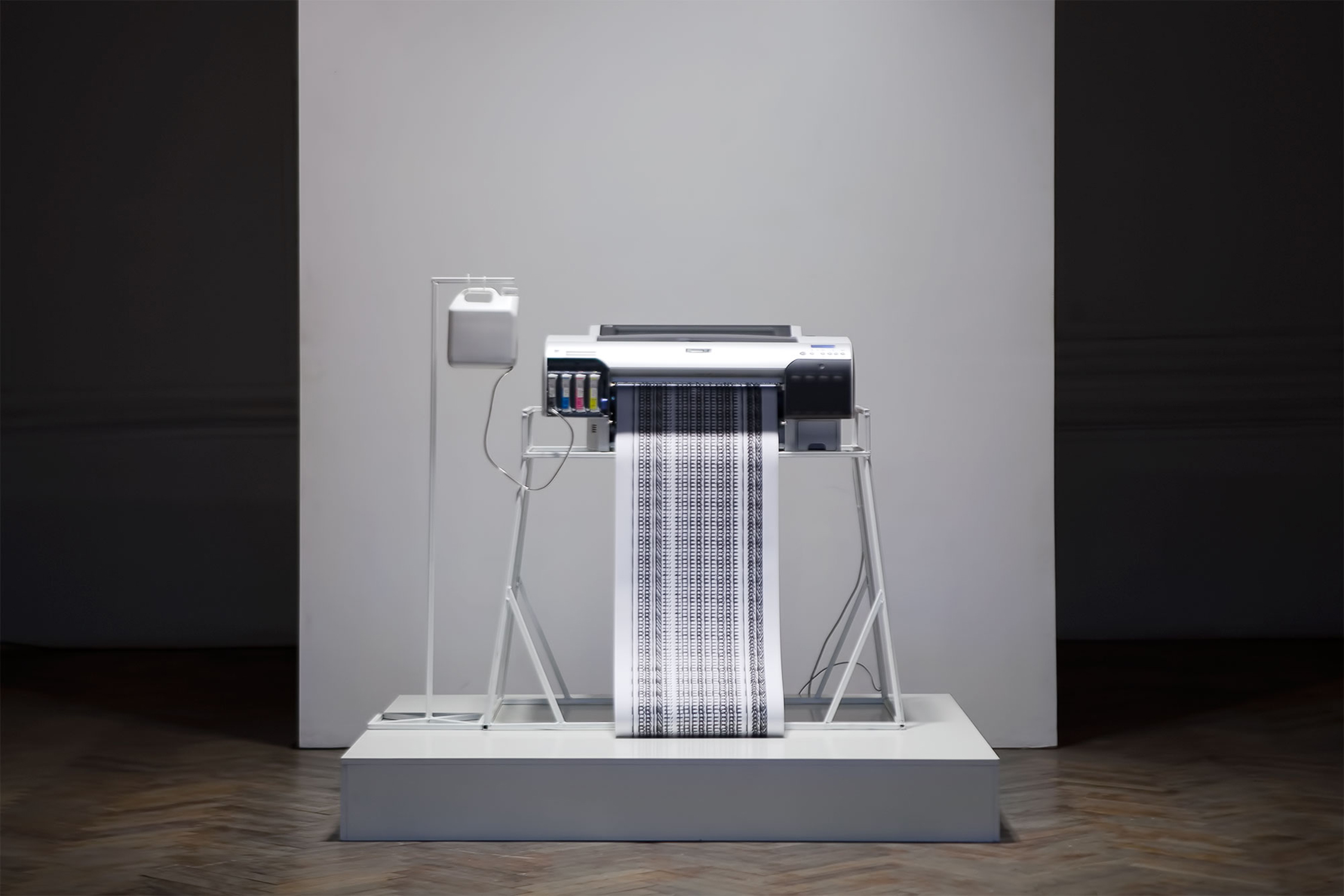
I Print Therefore I Am. Работа была впервые представлена в рамках параллельной программы «Манифеста 10» в Музее Печати в Санкт-Петербурге, 2014

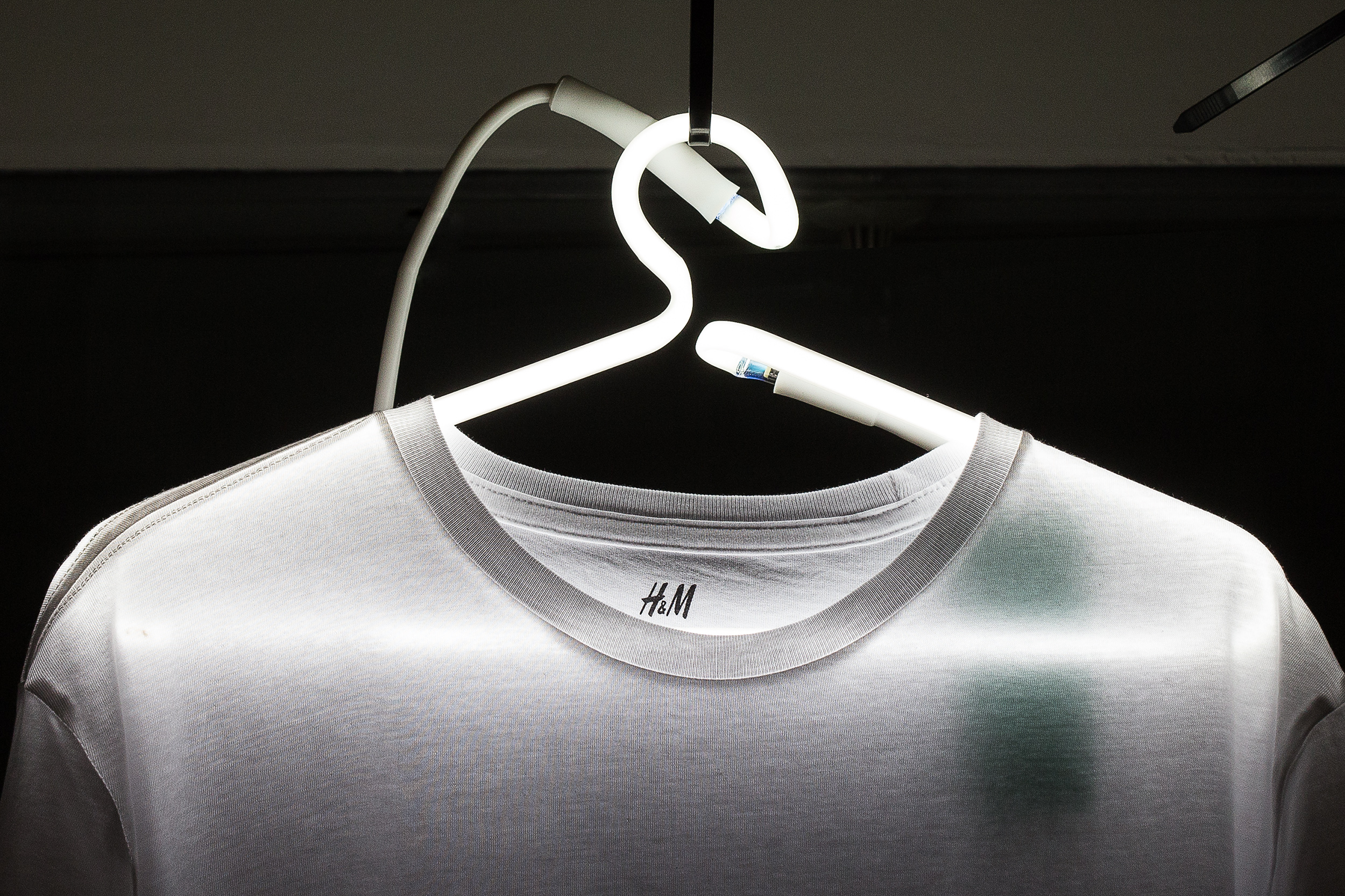
Проект Kickback, 2015

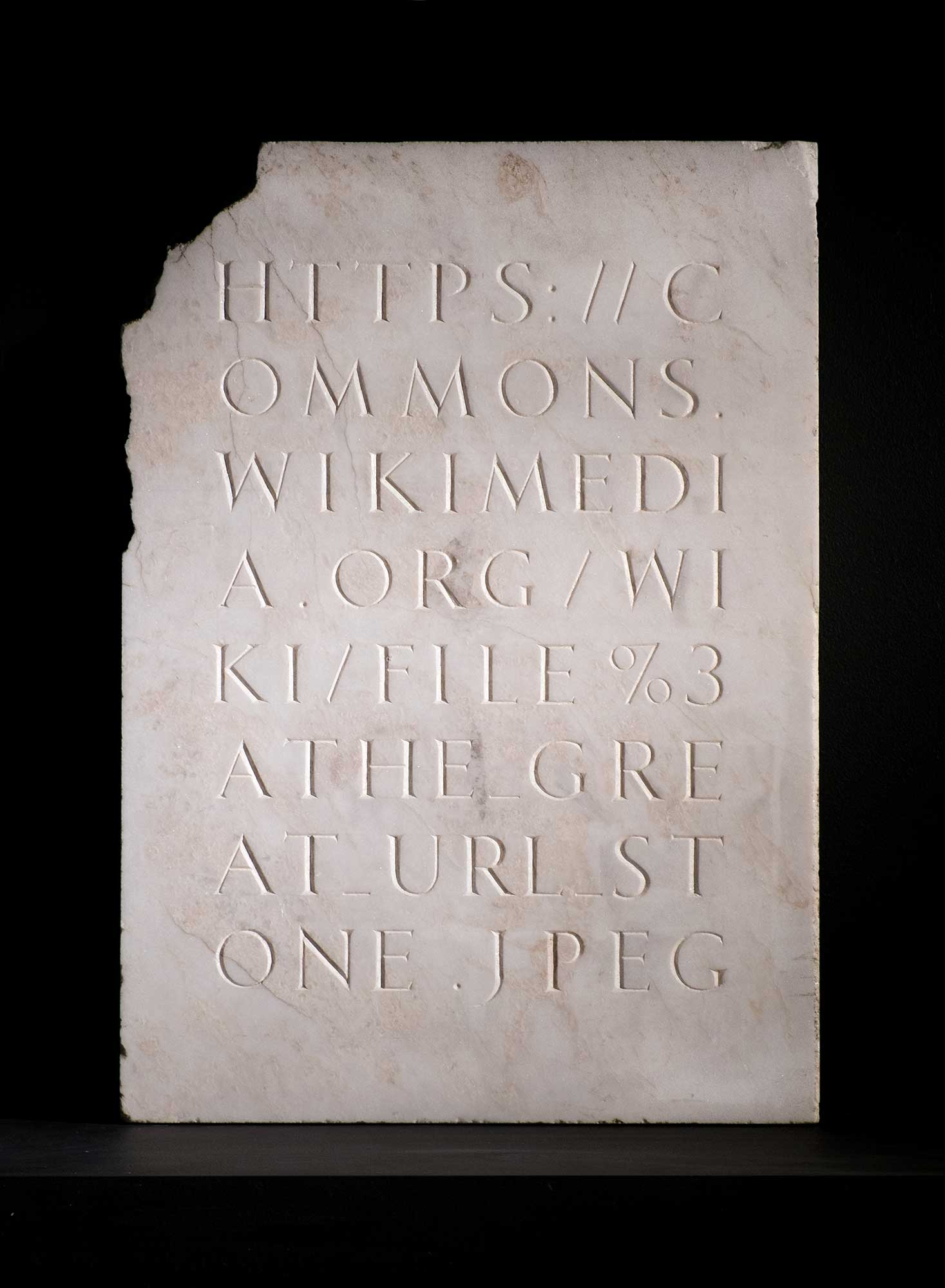
URL камень, 2015

- Tosay.it (2008—) — серия интервенций в публичном пространстве, выполненных посредством текстовых плакатов с художественными и общественными заявлениями, зачастую поэтического характера, размещённых в разных странах мира[6]. Проект, придуманный Крафтом и художницей Кариной Эйбатовой[англ.] в 2008 году как локальная стрит-арт инициатива в Швеции привлёк участников из разных стран, действия которых были объединены через одноимённый веб-сайт, ставший основной платформой для экспонирования работ из серии, а также послужил формированию интернационального комьюнити участников проекта. Плакаты появлялись во многих городах мира: Таллинне, Риме, Киеве, Бангалоре, Санкт-Петербурге, Амстердаме, Барселоне, Берлине, Турине, Лондоне, Москве, Вене, Анконе, Венеции, Флоренции, Болонье, Антверпене, Генте, Брюгге, Стокгольме, Хамбурсгунде[англ.], Хельсинки, Сиднее, Мельбурне, Бангкоке и на Бали[7][8][9][10].
- The New Color (англ. новый цвет, 2011) — арт-интервенция в форме веб-сайта несуществующей американской химической компании ACI, разработавшей ранее неизвестный цвет, и рекламной кампании этого цвета — видеороликов, интервью и т. д. Частью арт-проекта стали настоящие письма людей, которые заинтересовались открытием и попросили отправить им образцы. Книга с этими письмами была издана в 2015 году[11]. Крафт рассказывал, что проект исследовал лежащие в основе рекламного жанра медийные эффекты внесения интриги и возбуждения желания и механизмы их работы: так реклама несуществующего продукта сама по себе стала предметом культуры[12][13][14].
- Express Date (рус. экспресс-свидание, 2011) — совместная акция Крафта и Эйбатовой[англ.], посвящённый роли случайности и совпадений в художественной практике[12][13].
- Unfolding (англ. распаковка, ранее был представлен под именем Virtual Amplification (англ. виртуальные амплификации, 2011) — инсталляция, построенная вокруг видеоряда, который включается на экране компьютера при приближении зрителя. Видео начинается с рабочего стола с единственной папкой the sense of existence (англ. смысл существования), клик на которую открывает окна с новыми папками — и так до бесконечности. По словам художника, лабиринт из каталогов, в который пользователь попадает в поисках ответа на вопрос о смысле жизни отражает то, как развитие современных масс-медиа только усложняет для человечества понимание действительности вопреки кажущемуся приближению к ней[5][12].
- Now is Just Right Now (англ. сейчас — это прямо сейчас, 2012) — неоновая вывеска, в которой место рекламного слогана занимает закольцованное высказывание о зыбкости настоящего момента и попытке его сознательно зафиксировать — отсылка к надписи на стене берлинского арт-сквота Tacheles: How Long is Now (англ. насколько долго длится сейчас?)[12][13].
- Semiotic Collapse (рус. семиотическое крушение, 2012) — инсталляция крупных настенных текстов с вариациями фразы The purpose of text is to deliver message, полученными путём перестановки слов, вследствие чего её значение меняется вплоть до противоположного. Серия служила отсылкой к афоризму философа Маршалла Маклюэна the medium is the message (рус. средство коммуникации является сообщением)[12][13].
- Третьяковка Pop Up (2013) — архитектурная инсталляция, которую Крафт и архитектурное бюро Plan-S231 разработали для одноимённого проекта Третьяковской галереи[15].
- Ёлка. Посвящение Татлину (2014) — объект паблик-арта, созданный Крафтом и Александром Лециусом к открытию в здании бывшего петербургского кинотеатра «Ленинград» арт-центра «Ленинград-Центр»[16][17].
- The Link (англ. ссылка, 2015) — трёхметровая неоновая надпись http://i-am-online-therefore-i.am, которая перефразирует Cogito ergo sum Рене Декарта и своим синтаксисом свидетельствует о том, что является гиперссылкой. Стоящий перед объектом зритель может перейти по ней и увидеть панорамную видео-трансляцию пространства в котором находятся как зритель так и объект. Инсталляция указывает на взаимозависимость и переплетение реального и виртуального пространства, в которых человек находится одновременно, и отсутствие необходимости отделять одно от другого[1][5].
- I Print Therefore I Am (англ. я печатаю, следовательно я существую, 2015) — кинетическая скульптура, представляющая собой принтер с бесперебойной подаче чернил, безостановочно печатающий на зацикленной бумажной ленте фразу I print, therefore I am — аллюзию на философское утверждение Рене Декарта Cogito ergo sum. Скульптура декларирует своё существование тем же путём, которым это делает индустриальная и потребительская культура[5][18][19][20].
- Kickback (рус. откат, 2015) — арт-интервенция, в ходе которой Крафт наносил на приобретённые в H&M базовые белые футболки текстовые принты с социальным подтекстом (например, Please, ignore the text here — keep on shopping — рус. Пожалуйста, не обращайте внимания на этот текст — просто продолжайте покупать) и на следующий день возвращал их в магазин. На следующий день художник обнаруживал свои работы в торговом зале, причём за счёт наличия принта футболки оказывались на более «выгодных» местах. Эта интервенция была задумана как высказывание о потребительской культуре и абсурдности рекламных слоганов современных потребительских товаров, и как ирония над направленным против брендов акционизмом, который всё чаще становится маркетинговым инструментом в руках самих брендов[5].
- URL Stone (рус. URL камень, 2015) — посвящённый теме долговечности медианосителей проект, включающий мраморную плиту с высеченной на ней ссылкой на «Викисклад» и фотографию этой мраморной плиты, размещённую на «Викискладе» вместе с описанием истории арт-объекта и авторского замысла. По задумке Крафта, условием окончания проекта является утрата одного из носителей информации — физического объекта или его цифровой копии для выявления недолговечности одного из медиа-носителей в пользу другого[21][22].
- Air Kiss (англ. воздушный поцелуй, 2017) — футуристический фильм, действие которого разворачивается в Москве 2050 года, где государственное управление было передано искусственному интеллекту. Фильм рассматривает возможные механизмы работы децентрализованной системы ИИ-управления, общества и личности. Фильм был разработан в рамках исследовательской программы «Новая норма» в институте медиа, архитектуры и дизайна «Стрелка»[5][23].
- Content Aware Studies (2018) — художественный и научный проект, в рамках которого Крафт использовал метод алгоритмического анализа и технологии машинного обучения для воссоздания утраченных фрагментов скульптур и фризов периода классической античности и эллинистического периода. Новые скульптуры полученные машинным анализом генеративно-состязательно нейронной сети были изготовлены из мрамора, полиамида и сочетания этих материалов. В этом проекте художник исследовал возможности коллаборации с искусственным интеллектом в создании мета-археологических объектов, этические и эстетические аспекты использования ИИ для исследования истории. Крафт отмечал, что проект ставил целью не создание инструмента археологической реставрации, а изучение субъективного восприятия искусственным интеллектом человеческого культурного наследия[5][24][25][26].

## Выставки
В разные годы Крафт был представлен на персональных и групповых выставках в Австралии, Европе, Южной Америке, США и Соединённом королевстве. Среди знаковых российских площадок, где экспонировались работы Крафта — Третьяковская галерея в Москве, Эрмитаж в Петербурге. Крафт принимал участие в основных и параллельных программах биеннале и фестивалей разных стран: Московской международной биеннале молодого искусства (II, V и VI), киевском Арсенале, параллельной программе Манифесты 10, Viennacontemporary в Вене, Ars Electronica 2018 в Линце, биеннале медиаискусства WRO в польском Вроцлаве, выставках в Центре искусств и медиатехнологий ZKM в Карлсруэ, фестивале Cyfest 11 в Санкт-Петербурге, фестивале IMPAKT в Нидерландах.

### Персональные
- 2012 — Now is just right now. Пространство «Тайга», Санкт-Петербург[13]
- 2014 — Wanderings 2.0. Rundum, Таллинн, Эстония[32][33]
- 2018 — Ákkta. Галерея Anna Nova, Санкт-Петербург[34][35]
- 2019 — Content Aware Studies. Alexander Levy, Берлин, Германия[36]

### Групповые
- 2010 — II Московская международная биеннале молодого искусства «Стой! Кто идёт?», Москва[13]
- 2010 — Медиа Акт. Галерея Жир, Винзавод, Москва[37]
- 2011 — Infiltration Series 6. Paradiso, Амстердам[2]
- 2011 — The Ribbons. The Galleries, Сидней[2]
- 2011 — Indi_Visual. Мультимедиа Арт Музей, Москва[38]
- 2011 — Insight & Foresight. Центр современной культуры «Гараж», Москва[39]
- 2012 — Originalcopy. Fluc, Вена[40]
- 2012 — Апокалипсис и Возрождение в Шоколадном домике (в рамках параллельной программы I Киевской международной биеннале современного искусства ARSENALE). Завод «Арсенал», Киев, Украина[41][42]
- 2012 — Art Moves Festival. Торунь, Польша[43]
- 2013 — Арт Анфас Свет. Художественные практики. ЦВЗ «Манеж», Санкт-Петербург[44]
- 2013 — Код эпохи. Всероссийский музей декоративно-прикладного и народного искусства, Москва[45]
- 2013 — Третьяковка Pop Up. Новая Третьяковка, Москва[15]
- 2014 — Печатные материалы (выставка в рамках параллельной программы Манифесты 10). Музей печати, Санкт-Петербург[19][46]
- 2015 — Что говорить когда нечего говорить. Кинотеатр «Ударник», Москва[47]
- 2015 — Результ/Арт (в рамках программы III Уральской индустриальной биеннале современного искусства). Дом Печати, Нижний Новгород[48]
- 2015 — По следам Поп-Механики 2. Центр Современного Искусства им. Сергея Курёхина, Санкт-Петербург[49]
- 2016 — Playroom. Union Club Stuidos, Лондон[50][51]
- 2016 — Про ШР. 10 лет Школе Родченко. Мультимедиа Арт Музей, Москва[52]
- 2016 — Все взоры на меня. Pechersky Gallery, Москва[53]
- 2016 — 5-й фестиваль Арт-Проспект. Пространство «Пальма», Санкт-Петербург[54]
- 2016 — Глубоко внутри (основной проект V Московской международной биеннале молодого искусства). Трехгорная мануфактура, Москва[14][27]
- 2016 — Про то, как мы стали друг другом (в программе специальных проектов V Московской международной биеннале молодого искусства). ДК «Трехгорка», Москва[28]
- 2016 — Corridor I: Onkalo. Insitu, Берлин[55]
- 2016 — Космос. Love. Центр дизайна Artplay, Москва[56].
- 2017 — Прототип #4. Центр Современного Искусства им. Сергея Курёхина, Санкт-Петербург[57]
- 2017 — Ambient Intelligence. Enclave, Лондон[58]
- 2018 — Социальные медиа: привычка к совместимости. Центральный музей связи имени А. С. Попова, Санкт-Петербург[59]
- 2018 — Прогноз погоды: цифровая облачность (в рамках 11-го Киберфеста). Санкт-Петербургская художественно-промышленная академия имени А. Л. Штиглица, Санкт-Петербург[60]
- 2018 — Open Codes. Центр искусств и медиатехнологий, Карлсруэ[61]
- 2018 — Algorithmic Superstructures (в рамках Impakt Festival). Impakt Center for Media Culture, Утрехт[62]
- 2018 — Инновация как художественный прием (в рамках проекта «Эрмитаж 20/21» и культурной программы международного экономического форума). Эрмитаж, Санкт-Петербург[63]
- 2018 — Новое состояние живого. Музей современного искусства PERMM, Пермь[64]
- 2018 — Парадоксальные гибриды. Центр современной культуры «Хлебозавод», Владивосток[65]
- 2018 — Daemons in the Machine. Московский музей современного искусства, Москва[66]
- 2018 — Science Fest 2018. Анненкирхе, Санкт-Петербург[67]
- 2018 — Устаревающий прогресс (в рамках специального проекта VI Московской международной биеннале молодого искусства). Политехнический музей, Москва[68][69]
- 2018 — Ars Electronica Festival. POSTCITY, Линц, Австрия[70]
- 2019 — Negative Space. Trajectories of Sculpture. Центр искусств и медиатехнологий, Карлсруэ, Германия[71]
- 2019 — Dыставка номинантов Премии им. Сергея Курёхина за 2018 год. ЦСИ им. Сергея Курёхина, Санкт-Петербург[72][73]
- 2019 — WRO Biennale 2019. Вроцлав, Польша[74]
- 2019 — Non-Aligned Networks. Valletta Contemporary, Мальта[75]
- 2019 — Искусственный интеллект и диалог культур. Государственный Эрмитаж, Санкт-Петербург[76]

## Признание

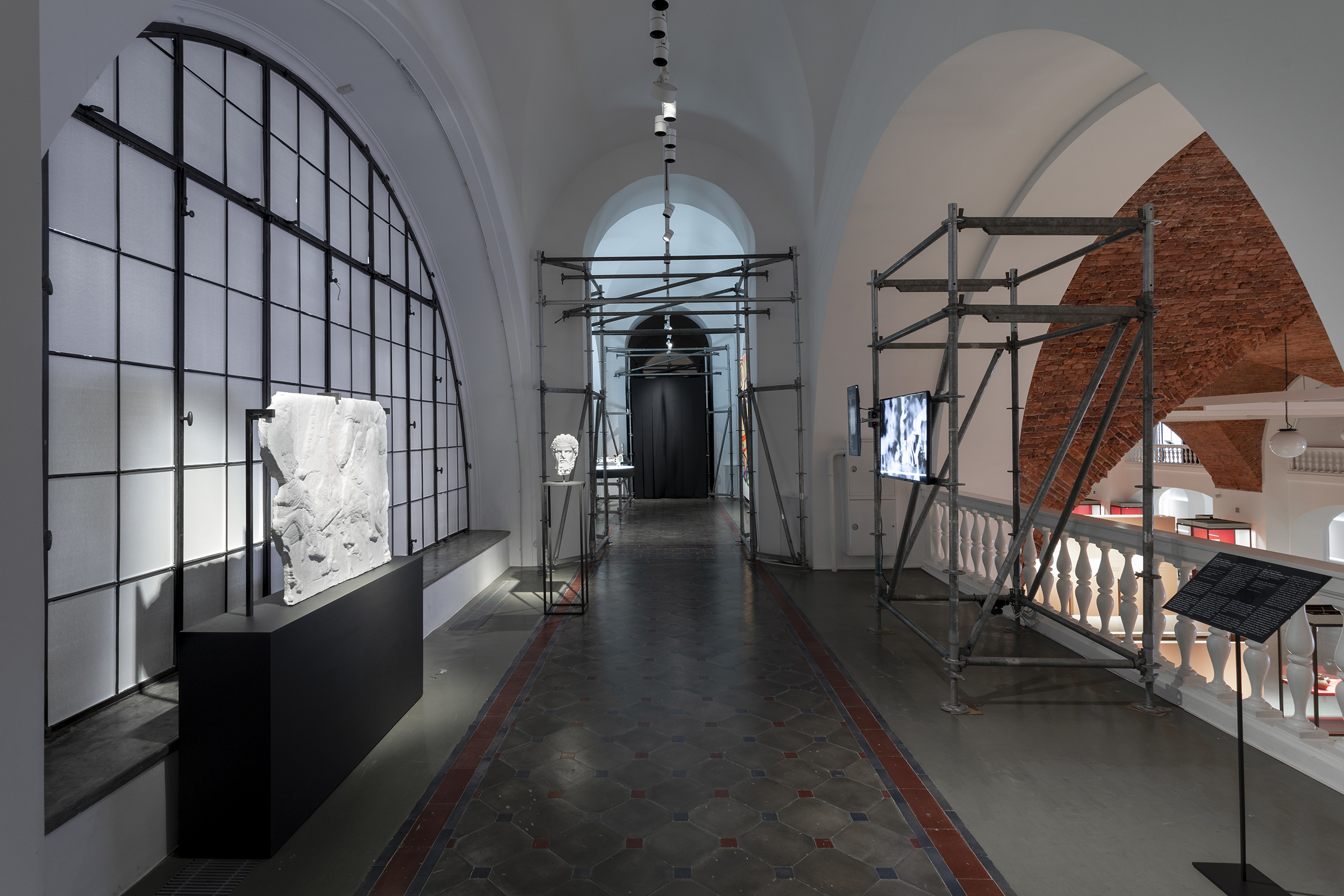
Выставка «Инновация как художественный прием» в Малом Эрмитаже, 2018

- 2014 — номинация на премию Creative Enterprise Awards Лондонского университета искусств[2]
- 2015 — номинация (шорт-лист) на Премию Сергея Курёхина (2014) в номинации «Лучшее произведение визуального искусства» с проектом I Print Therefore I Am[77]
- 2017 — номинация на государственную премию в области современного искусства «Инновация» в категории для молодых художников «Новая генерация»[78]
- 2017 — включение в список New East 100 британского The Calvert Journal[англ.] — список 100 людей, проектов и институций из стран Нового Востока (то есть стран Восточной Европы, Центральной Азии, Балканского полуострова и России), «определяющих направление развития современного мира»[11]
- 2018 — номинация на французскую арт-премию Pulsar Art Prize[2]
- 2019 — победа в программе Европейской комиссии STARTS (Крафт стал арт-резидентом инновационной программы в области обработки больших данных Data Pitch)[79][80]
- 2019 — номинация (шорт-лист) на Премию Сергея Курёхина (2018) в номинации «Лучший медиа-объект» с проектом Content Aware Studies[81]
- 2019 — номинация на государственную премию в области современного искусства «Инновация» в категории «Художник года» с проектом Ákkta[82]
- 2019 — победа в грантовой программе «Искусство и технологии» 2018/2019 музея современного искусства «Гараж» с проектом Content Aware Studies[83][84]

## Галерея

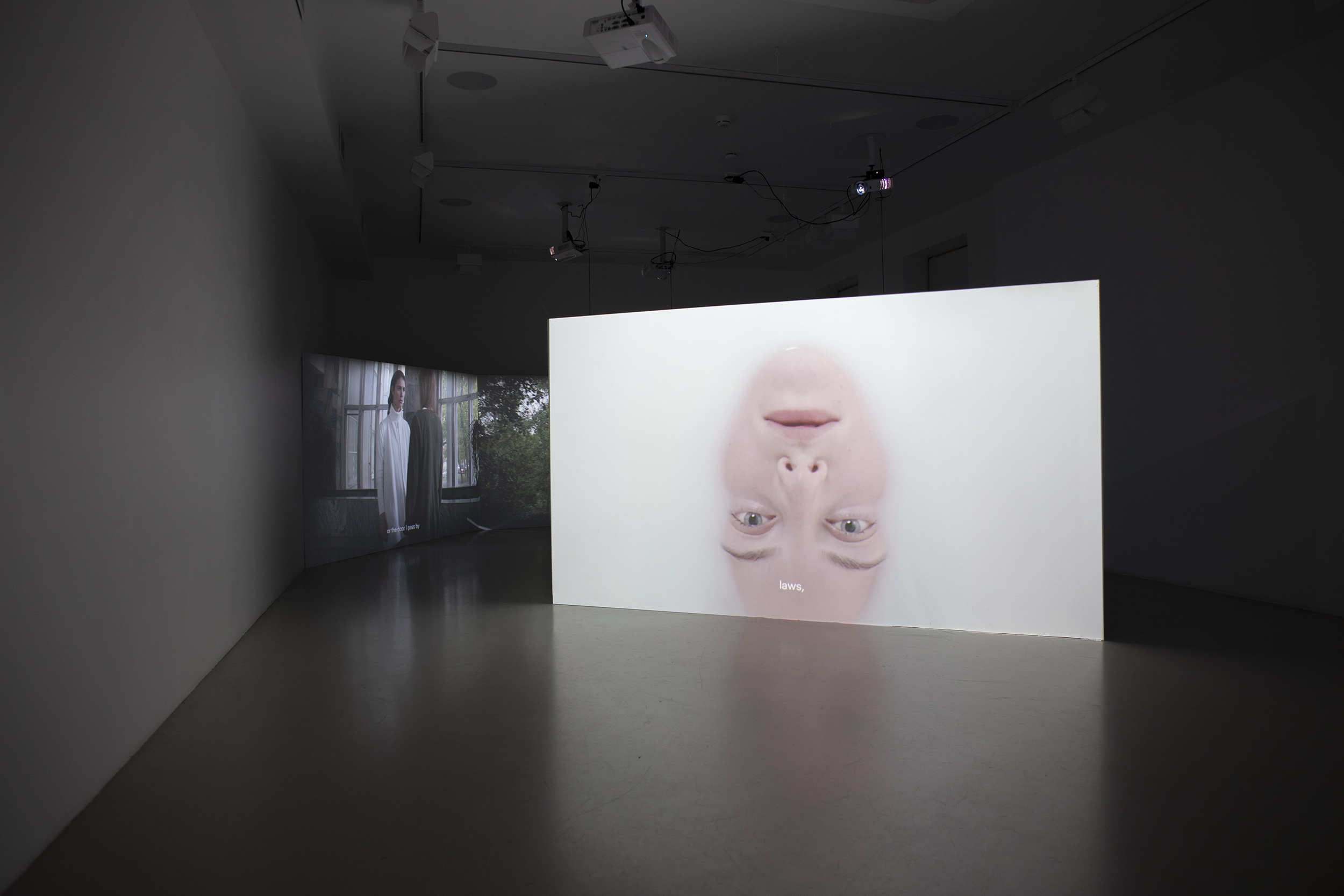
Фильм Air Kiss, выставка Ákkta в галерее Anna Nova, 2018
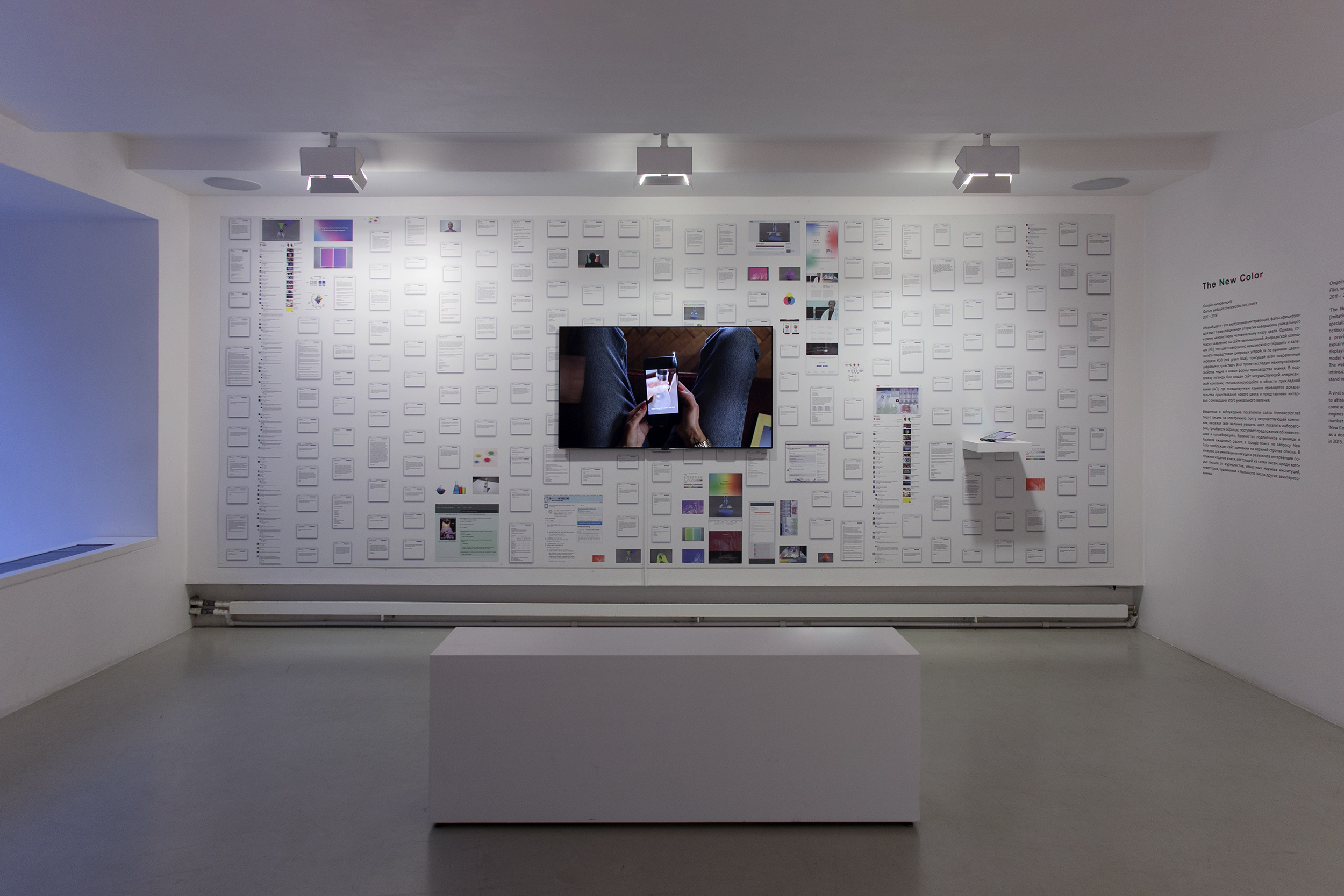
Инсталляция The New Color в галерее Anna Nova, 2018
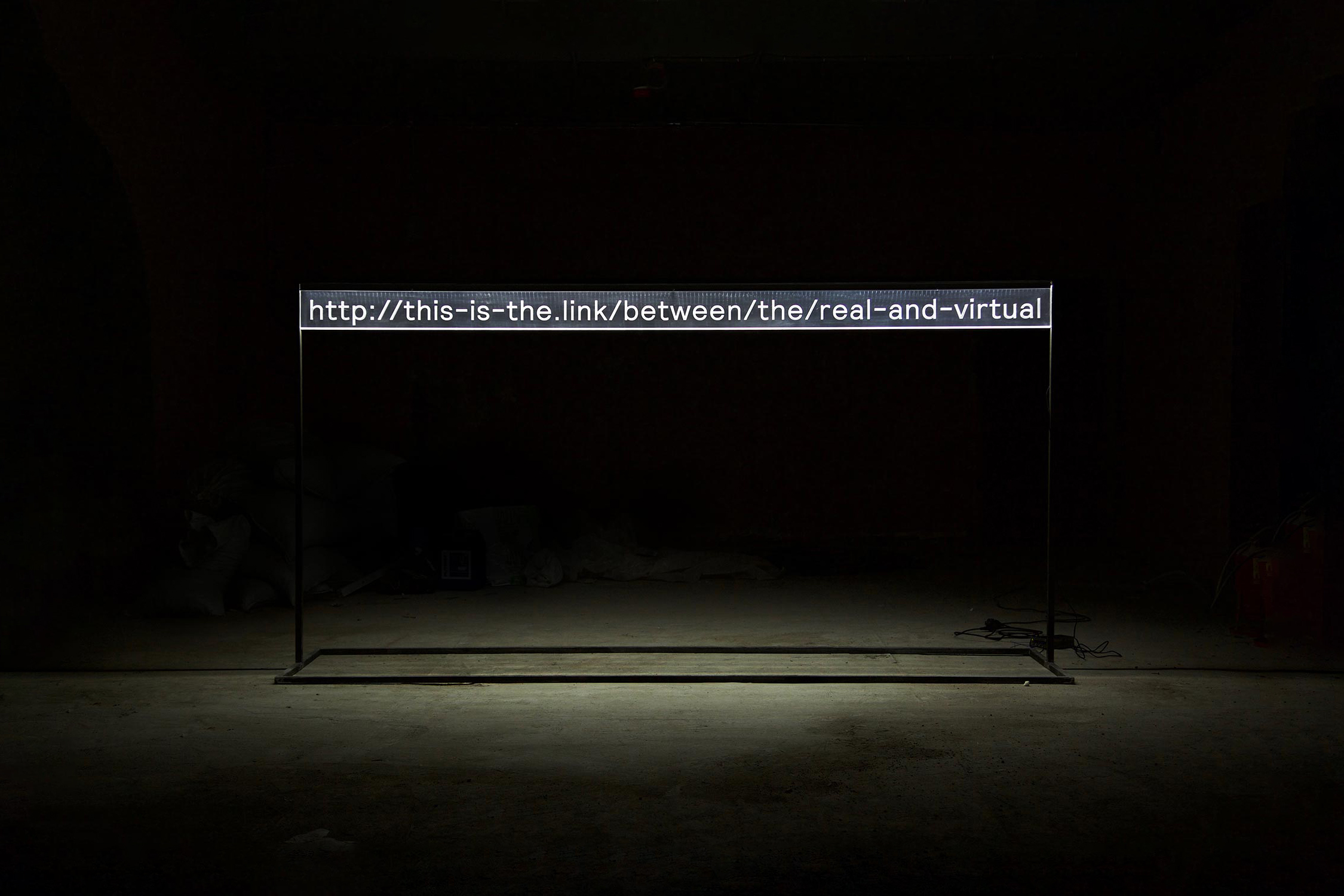
Инсталляция The Link на выставке «Арт-Проспект», 2016
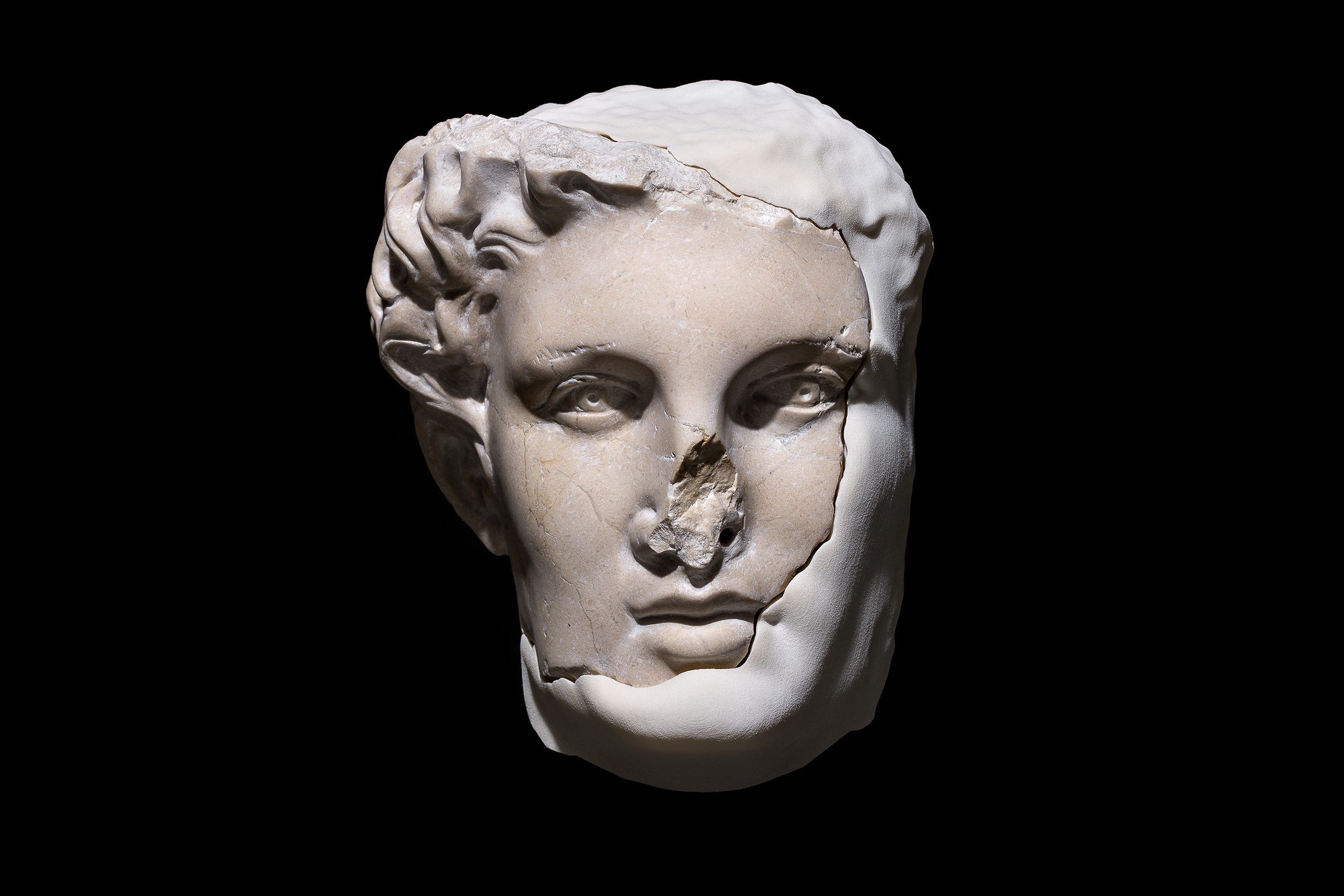
Эллинистический правитель из серии Content Aware Studies (фас)
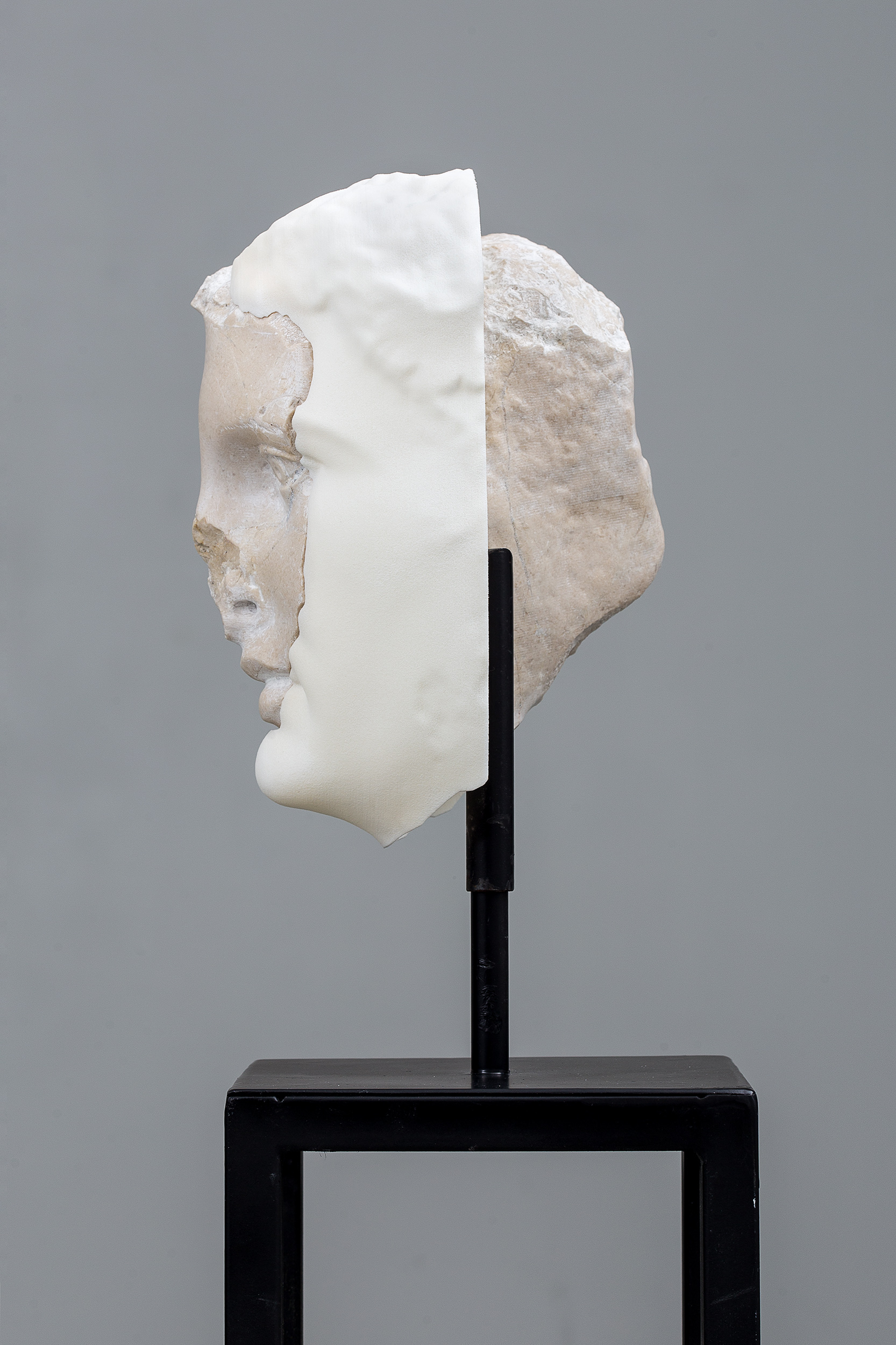
Эллинистический правитель из серии Content Aware Studies (профиль)
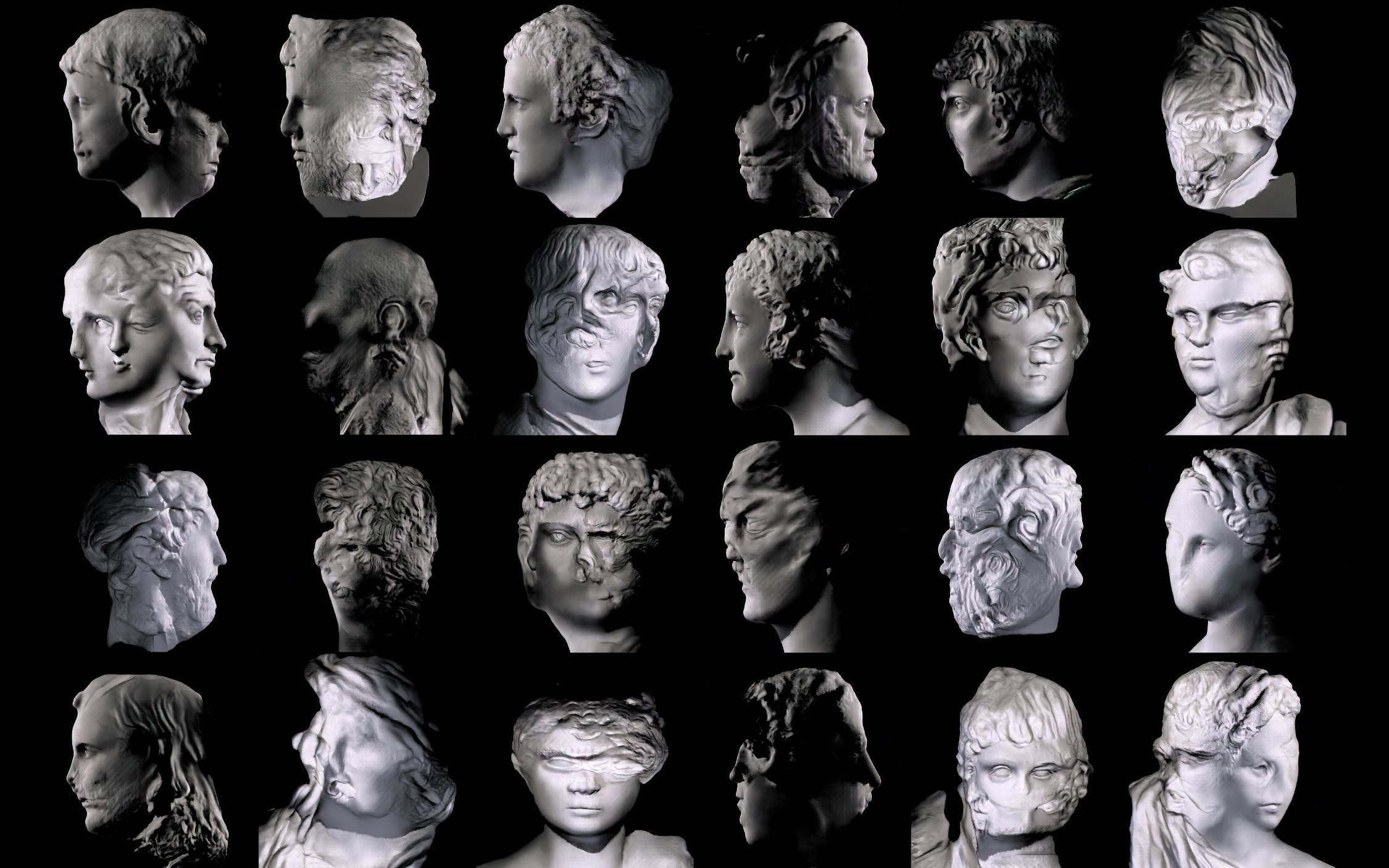
Результаты анализа и интерпретации античного портрета в проекте CAS